# Yu-Gi-Oh! Power of Chaos: Joey the Passion
 (janvier 2015).
Si vous disposez d'ouvrages ou d'articles de référence ou si vous connaissez des sites web de qualité traitant du thème abordé ici, merci de compléter l'article en donnant les références utiles à sa vérifiabilité et en les liant à la section « Notes et références ».
Yu-Gi-Oh! Power of Chaos: Joey the Passion est le troisième jeu sur ordinateur issu de l'univers du manga Yu-Gi-Oh! de Kazuki Takahashi. Il clôt ainsi la trilogie Power of Chaos formée avec Yu-Gi-Oh! Power of Chaos: Yugi the Destiny et Yu-Gi-Oh! Power of Chaos: Kaiba the Revenge.

## Présentation

### Généralités
Dans ce jeu, le joueur affronte Joey Wheeler en personne sur un thème de rue. Joey n'hésite pas à déstabiliser le joueur grâce aux quelques animations présentes dans le jeu (invocation de son terrifiant "Dragon Noir aux Yeux Rouges" entre autres) et au fait qu'il annonce chacune de ses actions. Le joueur pourra retrouver 771 cartes du jeu officiel s'il possède les 3 versions ou 350 s'il possède seulement cette version.

### Règles
Les règles sont les mêmes que pour le jeu de cartes Yu-Gi-Oh!.

### Modes
Deux modes de jeu, un mode de relecture et un mode en LAN sont au programme.
- Le mode Duel Unique permet de faire un duel dont l'issue sera une carte en cas de victoire.
- Le mode Duel Match est constitué de 3 duels. Il s'arrête lorsque l'un des joueurs a gagné deux d'entre eux, ou en cas d'égalité. 3 cartes seront remises au joueur s'il gagne
- Le mode Replay permet de revoir en tant que spectateur les duels enregistrés. La proposition d'enregistrement se fait à la fin de chaque duel, en cas de victoire ou de défaite.
- Le mode Duel à Deux via le Lan permettra aux duellistes expérimentés dans le domaine du LAN de faire une partie contre un joueur éloigné.

## Accueil
- Jeuxvideo.com : 13/20[1]